# Stijn Martini
 (janvier 2016).
Si vous disposez d'ouvrages ou d'articles de référence ou si vous connaissez des sites web de qualité traitant du thème abordé ici, merci de compléter l'article en donnant les références utiles à sa vérifiabilité et en les liant à la section « Notes et références ».
Stijn Martini est un footballeur belge devenu entraîneur.
Il joue en faveur du KFC Diest puis de l'Olympic Charleroi. Il dirige les joueurs du FC ZD Oud-Heverlee lors de la saison 1997-1998.